# Les Nouvelles Enquêtes de Maigret
Les Nouvelles Enquêtes de Maigret est un recueil de dix-sept nouvelles de Georges Simenon, paru en 1944 aux Éditions Gallimard. Le recueil fait partie de la série du Commissaire Maigret.

## Historique
L’édition de 1944 de ce recueil respecte la chronologie rédactionnelle contrairement aux prépublications dans Paris-Soir-Dimanche et Police-Film / Police-Roman.

## Nouvelles du recueil
Le recueil réunit deux séries de nouvelles.
La première série comprend des nouvelles beaucoup plus courtes que la seconde. Ces nouvelles ont été écrites à Neuilly-sur-Seine (Ile-de-France), en octobre 1936.
- La Péniche aux deux pendus
- L'Affaire du Boulevard Beaumarchais
- La Fenêtre ouverte
- Monsieur Lundi
- Jeumont, 51 minutes d'arrêt
- Peine de mort
- Les Larmes de bougie
- Rue Pigalle
- Une erreur de Maigret

La seconde série de nouvelle a été écrite à la villa Les Tamaris (Porquerolles, Var) en mars 1938.
- L'Amoureux de Madame Maigret
- La Vieille Dame de Bayeux
- L'Auberge aux noyés
- Stan le tueur
- L'Étoile du Nord
- Tempête sur la Manche
- Mademoiselle Berthe et son amant
- Le Notaire de Châteauneuf

Deux nouvelles, Ceux du Grand-Café et L'Improbable Monsieur Owen, font également partie de cette seconde série ; elles ont été pré-publiées avec les autres, mais n'ont pas été retenues pour l'édition de 1944. Elles ont été réunies aux autres dans l'édition des œuvres complètes.

## Adaptations
- 1950 : Stan the Killer, épisode 4, saison 1, de la série télévisée britannique The Trap réalisé par Joseph DeSantis, d'après la nouvelle Stan le tueur, avec Herbert Berghof (commissaire Maigret)
- 1952 : Stan, the Killer, épisode 49, saison 4, de la série télévisée américaine Studio One réalisé par Paul Nickell, d'après la nouvelle Stan the Killer, avec Eli Wallach (commissaire Maigret)
- 1966 : La Vecchia signora di Bayeux, épisode 3, saison 2, de la série télévisée italienne Le inchieste del commissario Maigret réalisé par Mario Landi, d'après la nouvelle La Vieille Dame de Bayeux, avec Gino Cervi (commissaire Maigret)
- 1966 : L’Innamorato della signora Maigret, épisode 4, saison 2, de la série télévisée italienne Le inchieste del commissario Maigret réalisé par Mario Landi, d'après la nouvelle L'Amoureux de Madame Maigret, avec Gino Cervi (commissaire Maigret)
- 1988 : Maigret et la Vieille Dame de Bayeux, épisode 75 de la série télévisée française Les Enquêtes du commissaire Maigret réalisé par Philippe Laïk, d'après la nouvelle La Vieille Dame de Bayeux, avec Jean Richard (commissaire Maigret) et Annick Tanguy (Mme Maigret)
- 1988 : Le Notaire de Châteauneuf, épisode 77 de la série télévisée française Les Enquêtes du commissaire Maigret réalisé par Gérard Gozlan, d'après la nouvelle éponyme, avec Jean Richard (commaissaire Maigret), Martine Sarcey (Lucie Motte) et Annick Tanguy (Mme Maigret)
- 1989 : Tempête sur la Manche, épisode 83 de la série télévisée française Les Enquêtes du commissaire Maigret réalisé par Edouard Logereau, d'après la nouvelle éponyme, avec Jean Richard (commaissaire Maigret) et Annick Tanguy (Mme Maigret)
- 1989 : L'Amoureux de Madame Maigret, épisode 84 de la série télévisée française Les Enquêtes du commissaire Maigret réalisé par James Thor, d'après la nouvelle éponyme, avec Jean Richard (commissaire Maigret) et Annick Tanguy (Mme Maigret)
- 1989 : L'Auberge aux noyés, épisode 85 de la série télévisée française Les Enquêtes du commissaire Maigret réalisé par Jean-Paul Sassy, avec Jean Richard (commissaire Maigret), Annick Tanguy (Mme Maigret) et Jean-Pierre Castaldi (Lecoin)
- 1989 : Jeumont, 51 minutes d'arrêt, épisode 86 de la série télévisée française Les Enquêtes du commissaire Maigret réalisé par Gilles Katz, d'après la nouvelle éponyme, avec Jean Richard (commissaire Maigret) et Annick Tanguy (Mme Maigret)
- 1990 : Stan le tueur, épisode 87 de la série télévisée française Les Enquêtes du commissaire Maigret réalisé par Philippe Laïk avec Jean Richard (commissaire Maigret), Aurélien Recoing (M. Gourion), Annick Tanguy (Mme Maigret) et François Cadet (Lucas)
- 1999 : Un meurtre de première classe, épisode 31 de la série télévisée française Maigret réalisé par Christian de Chalonge, d'après la nouvelle Jeumont, 51 minutes d'arrêt, avec Bruno Cremer (commissaire Maigret) et Alexandre Brasseur (Paul Lachenal)
- 2001 : Maigret et la Fenêtre ouverte, épisode 36 de la série télévisée française Maigret réalisé par Pierre Granier-Deferre, d'après la nouvelle La Fenêtre ouverte, avec Bruno Cremer (commissaire Maigret), Alexandre Brasseur (Paul Lachenal), Florence Darel (Sylvie Laget) et Jacques Boudet (Descharneaux)
- 2005 : Maigret et l’Étoile du Nord, épisode 54 de la série télévisée française Maigret réalisé par Charles Nemes, d'après la nouvelle L’Étoile du Nord, avec Bruno Cremer (commissaire Maigret), Luis Rego (M. Peyrelongue) et Lizzie Brocheré (Geneviève Blanchon)